# 兪大猷
兪 大猷（ゆ たいゆう、拼音：Yú Dà-yóu、1503年 - 1579年）は、明代の武官。字は志輔、号は虚江、諡号は武襄。福建省泉州府晋江県濠市の出身。対倭寇戦で活躍した。その著書『剣経』は剣と言えますが棍術についての本である。
武官の家に生まれて、幼時より兵書に親しみ、父の職を継いで百戸となり、嘉靖14年（1535年）の武挙に及第して千戸とされた。だが、当時頻発した海賊への対策に関して、上司である按察使に意見を上書したことが逆鱗に触れ、杖刑に処された上に職を奪われてしまった。
その後、海賊の討伐などに功績を上げたために武官に復し、嘉靖28年（1549年）に備倭都指揮とされ、後に参将に進んだ。しばしば倭寇を撃退したその軍は「兪家軍」と呼ばれ、嘉靖33年（1554年）には副総兵まで上がった。後に広東の恵州・潮州の群盗を鎮圧し、広西の古田僮を討伐して広東総兵に進み、戚継光と並び称された。
明末の思想家で歴史評論家でもあった李卓吾は、士大夫が浙江・福建を平定した最高の功労者に、往々にして、戚継光を推し、総司令官であった兪大猷が忘れられがちであることに不満をもらしている。李卓吾は兵部尚書の譚綸が兪大猷に与えた手紙の一節を紹介している。それには、「節制精明」ということにかけては、あなたは私におよばない、また「信賞必罰」の点ではあなたより戚継光のほうが上だ、「精悍馳騁」にかけては、あなたは劉顕に劣る、しかしこうしたことは皆細かいことであって総合すればあなたのほうが大きい、という述べている。

## 登場作品
映画
- 『忠烈図』（1975年、香港、演：ロイ・チャオ）